# Stephanos Pergamenos
Stephanos Pergamenos (mittelgriechisch Στέφανος Περγαμηνός; † nach Juli 1043) war ein byzantinischer Eunuch, Feldherr und Verschwörer gegen Kaiser Konstantin IX.

## Leben
Stephanos bekleidete zu Beginn der Regierungszeit Konstantins IX. die hohe Hofwürde eines Sebastophoros. Im Frühjahr 1043 beauftragte der schwer an Gicht erkrankte Kaiser den militärisch unerfahrenen Eunuchen mit der Niederschlagung der gefährlichen Rebellion des Gegenkaisers Georgios Maniakes. Stephanos kommandierte als Strategos Autokrator die große Streitmacht, die das Heer des Maniakes in einer Schlacht bei Thessaloniki entscheidend besiegte. Der Kaiser gestand ihm einen „Triumph“ in Konstantinopel zu, für welchen Anlass möglicherweise die Monomachos-Krone gefertigt wurde. Noch im Juli desselben Jahres zettelte Stephanos selbst eine Verschwörung gegen Konstantin IX. an, die jedoch aufflog. Angeblich plante er, Leon, den Sohn seines Vertrauten Lampros, auf den byzantinischen Thron zu bringen. Stephanos wurde wegen Hochverrats verurteilt, zum Mönch geschoren und verbannt, seine Güter wurden eingezogen. Lampros wurde gefoltert, geblendet und in einer Schandprozession in der Hauptstadt vorgeführt.